# 伊哈尔
伊哈尔（西班牙語：Híjar），是西班牙阿拉贡自治区特鲁埃尔省的一个市镇。总面积165平方公里，总人口1928人（2001年），人口密度12人/平方公里。